# Halo Online
Halo Online foi um jogo de tiro em primeira pessoa desenvolvido pela 343 Industries e Saber Interactive e publicado pela Microsoft Studios e pela editora russa Innova Systems. O jogo é baseado em uma versão altamente modificada do Halo 3, otimizado para ser executado em PCs de baixo custo. Um beta fechado para o jogo ocorreu na Rússia na primavera de 2015, mas o jogo foi cancelado mais tarde, sem planos de lançá-lo em outros países.
Mais tarde, um mod criado por fãs chamado ElDewrito reviveu o jogo e permitiu que ele fosse jogado em todo o mundo. Ele ganhou popularidade crescente com o lançamento da Versão 0.6, que incluiu muitos recursos adicionais que aumentaram sua estabilidade e acessibilidade, mas viram uma ameaça legal subsequente da Microsoft. Apesar disso, a base de jogadores do ElDewrito permaneceu ativa, e sua popularidade acelerou os planos da Microsoft de lançar uma versão para Windows do Halo: The Master Chief Collection.

## Enredo
Halo Online acontece na Anvil, uma instalação espacial secreta da UNSC onde tanto os soldados Spartan-IV quanto os Sangheili (Elites) treinam para o combate em simulados de guerra com armas e armaduras experimentais.

## Jogabilidade
Halo Online é apenas multiplayer e não tem uma campanha para um jogador. No entanto, através da instalação do mod criado por fãs, conhecido como ElDewrito, ele também contém um modo Forge onde os jogadores podem criar mapas personalizados. A jogabilidade é fortemente baseada no modo multiplayer do Halo 3.

## Desenvolvimento
Os servidores oficiais de Halo Online foram colocados offline em dezembro de 2015, e o jogo estava programado para ser lançado em 2016, mas foi cancelado após um longo hiato, com os desenvolvedores citando atrasos da Microsoft, que "falhou em tomar decisões sobre o futuro do projeto". A Microsoft afirmou que os dados do jogo cancelado seriam aplicados a todos os futuros jogos Halo no PC, mas não especificou mais detalhes.

## ElDewrito mod
Logo após o lançamento da versão beta do jogo, os modders permitiram que uma versão vazada do jogo funcionasse tanto offline quanto via LAN, com soluções VPN usadas para fornecer multiplayer online. Durante vários anos, o mod ElDewrito foi desenvolvido por fãs para permitir que o jogo fosse jogado em todo o mundo e sem microtransações, mantendo-o vivo após seu cancelamento em 2016.
Enquanto os modders inicialmente planejavam fazer a última "grande atualização" do jogo Versão 0.5, que foi lançado em 2016, desenvolvimento do mod continuou, e a versão 0.6 do mod foi lançada em 20 de abril de 2018, apresentando um navegador funcional do servidor, personalização do jogador, rastreamento de estatísticas, classificação e servidores sociais, bem como opções de servidor dedicado e host do jogador, e votação de mapa e tipo de jogo. Após o lançamento da versão 0.6, a contagem de jogadores ativos do jogo explodiu aos milhares.

### História legal
A Microsoft emitiu uma remoção por DMCA para o GitHub noticiada em 1º de abril de 2015 para o repositório do mod ElDewrito. Isso aconteceu depois de um upload acidental de um arquivo do próprio jogo oficial do Halo Online. Depois de remover o arquivo, o repositório ElDewrito ressurgiu na Internet.
O Rock, Paper, Shotgun afirmou que era "improvável" que o mod recebesse outro cessar-e-desistir, dado o tempo que esteve ativo e devido à nova postura de aceitação da Microsoft de fangames de Halo como o Installation 01. No entanto, em 25 de abril de 2018, a Microsoft ameaçou a equipe da ElDewrito com uma ação legal que se não removesse nenhum arquivo do jogo Halo Online que eles estivessem distribuindo junto com o mod e interrompesse seu desenvolvimento, esclarecendo que o jogo não era de fato abandonável apesar da crença comum entre os fãs que era, e que estava na verdade em "hold indefinido", tornando "não opcional" para a empresa para proteger suas marcas. Phil Spencer, da Microsoft, afirmou no Twitter que a empresa queria fazer parceria com a equipe da ElDewrito e com a comunidade em geral para lançar uma "experiência clássica oficial de Halo" no PC.
Logo após a remoção dos arquivos do jogo, a Microsoft emitiu  outra remoção por DMCA, resultando em banimentos de um dia para vários streamers populares do Twitch que tinham jogado ElDewrito, resultando em uma reação dos streamers, que não receberam nenhum aviso sobre o streaming do mod. A Microsoft afirmou mais tarde que as proibições não foram intencionais, embora a ação tenha provocado mais "turbulência". O mod permanece totalmente jogável, já que os arquivos necessários para jogar já foram distribuídos.

### Recepção
Dominic Tarason do Rock, Paper, Shotgun descreveu a versão 0.6 do ElDewrito como "a melhor experiência de PvP Halo que você pode encontrar no PC hoje", embora mencionasse que a versão atual tinha "arestas", como o navegador do servidor (que foi posteriormente corrigido), sendo capaz de clicar na interface do usuário muito rápido e acidentalmente entrar em um jogo, bem como a falta de alguns dos mapas de tela dos jogos anteriores do Halo. A 343 Industries disse em um comunicado que o estúdio foi "humilhado e inspirado" pelo mod.
Julie Muncy, da Wired, afirmou que ficou impressionada com a quantidade de pessoas que estavam jogando ElDewrito, chamando a cena de Halo de "pequena, mas ativa" e chamando o mod de "incrível feito de engenharia", motivada pela inacessibilidade do Halo no PC para os fãs da série, bem como "um testemunho do poder que Halo detém sobre a imaginação dos jogos, mesmo depois de todo esse tempo".

### Legado
Em 2019, a Microsoft anunciou que Halo: The Master Chief Collection receberia uma versão do Windows. A equipe de desenvolvimento por trás do ElDewrito afirmou que eles aceleraram seu desenvolvimento, dando à Microsoft uma "pressão", devido ao seu sucesso e alto número de jogadores. Eles também anunciaram que estariam trabalhando com a 343 Industries para ajudar a implementar o suporte a mods. Apesar disso, eles afirmaram que o ElDewrito não estaria encerrando ou interrompendo o desenvolvimento.